# Спасская (станция метро)
«Спа́сская» — станция четвёртой (Лахтинско-Правобережной) линии Петербургского метрополитена. Расположена между действующей станцией «Достоевская» и строящейся «Театральная». Входит в состав единственного в метрополитене трёхстанционного пересадочного узла «Спасская» — «Садовая» — «Сенная площадь». С открытия в 2009 году и до 7 ноября 2013 года станция не имела собственного выхода в город. До 27 декабря 2024 года являлась конечной на линии.
Названа в память о разрушенном храме Спас-на-Сенной, стоявшего на месте вестибюля станции метро «Сенная площадь».

## Вестибюли

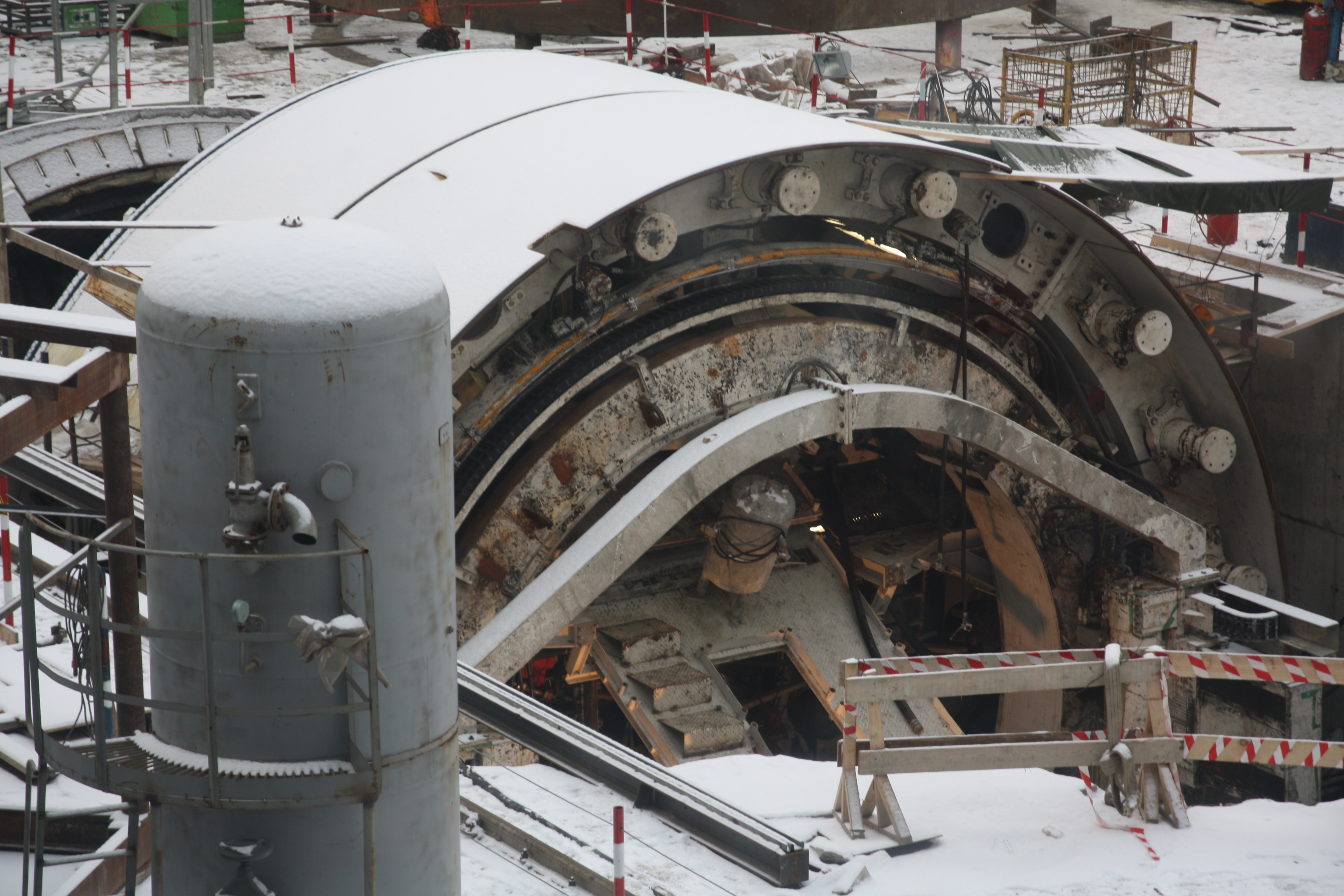
Строительство наклонного хода собственного выхода Спасской. Январь 2012.

Станция введена в эксплуатацию 7 марта 2009 года без собственного выхода на поверхность. Вплоть до 7 ноября 2013 года выход со станции осуществлялся через станции «Садовая» и «Сенная площадь». Строительство вестибюля началось в феврале 2011 года, а 2 апреля 2012 года началась проходка наклонного хода. После неоднократных переносов сроков 7 ноября 2013 года вестибюль был торжественно открыт.
Впоследствии над вестибюлем станции планируется возвести новый торгово-развлекательный комплекс «Пик-2», куда после реконструкции будет встроен и вестибюль станции «Сенная площадь».

## Архитектура и оформление

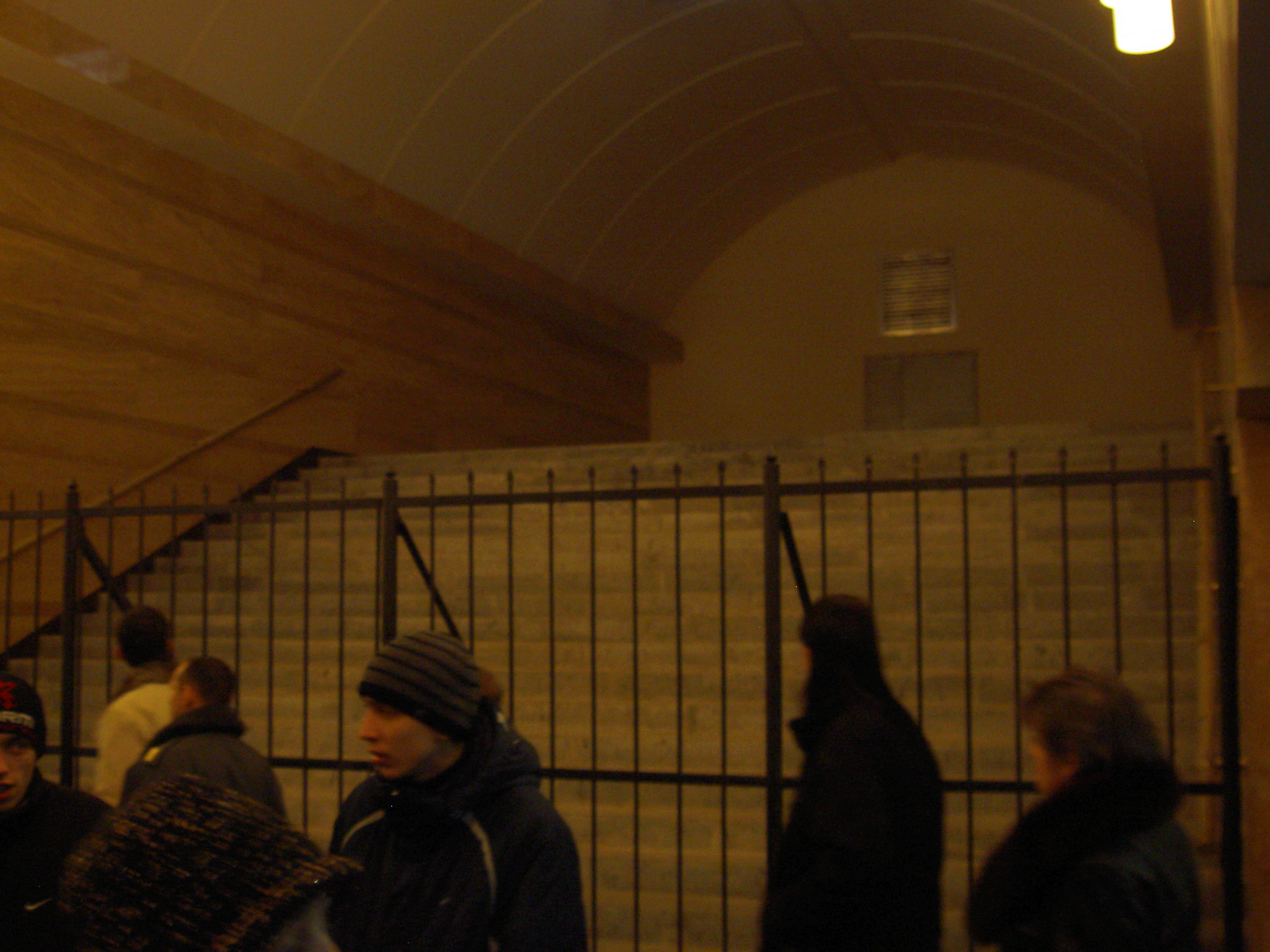
Задел под выход в город

«Спасская» располагается на глубине около 60 метров. До 2024 года была единственной на Правобережной линии (27 декабря 2024 была открыта станция Горный институт) и второй открытой после 1963 года станцией пилонного типа (1 июля 1963 года были открыты станции «Горьковская», «Невский проспект» и «Площадь Мира»; 20 декабря 2008 года — «Волковская»). Подземный зал выполнен по проекту архитекторов Е. М. Рапопорта, В. Н. Морозовой и В. Г. Хозацкого (ООО «Архитектурная мастерская Рапопорта Е. М.»). В отделке зала использован жёлтый травертин. 
Станция украшена мозаичными панно на тему зодчества Петербурга. Авторы мозаик: И. Г. Уралов, С. Н. Репин, Н. П. Фомин и В. В. Сухов. Пол выстлан гранитом.
Боковые и центральный залы соединяют семь проёмов для прохода, длина пилонов — от 10 до 23 метров, ширина проёмов — 3 метра. Выход в город находится в центре зала. Наклонный ход имеет четыре эскалатора и расположен в северном торце станции.

### Знак «Зодчеству Петербурга»

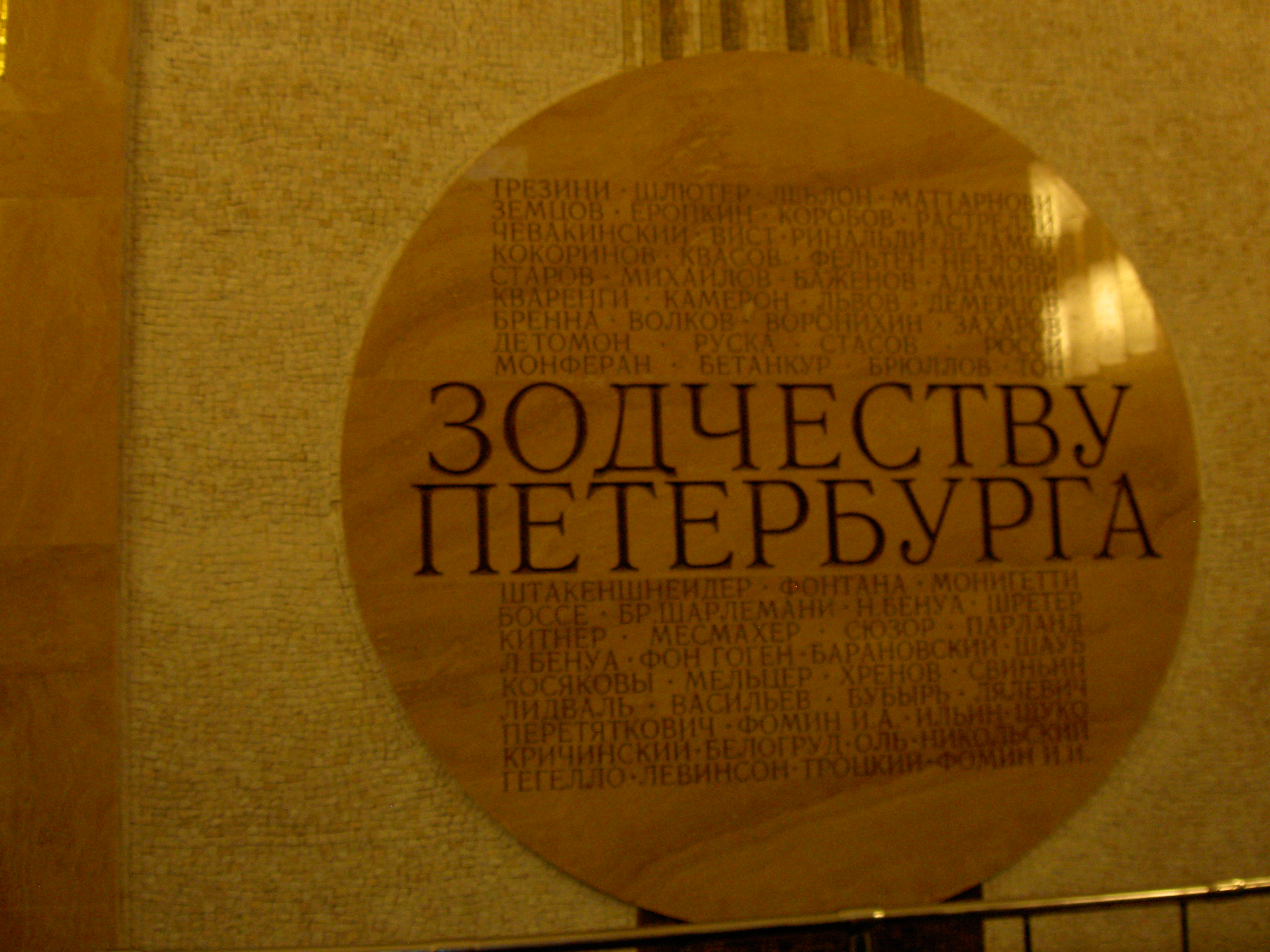
Знак «Зодчеству Петербурга» напротив выхода на поверхность

Напротив выхода в город находится памятный знак «Зодчеству Петербурга», представляющий собой круглый медальон, на котором выбиты фамилии выдающихся архитекторов города, однако в нём содержатся ошибки: «Деламот» вместо Валлен-Деламот (фр. Jean-Baptiste Vallin de la Mothe), «Детомон» вместо Тома де Томон (фр. Jean-François Thomas de Thomon), фамилия архитектора Огюста Монферрана (фр. Henri Louis Auguste Ricard de Montferrand), автора Исаакиевского собора, написана с одной «р». Отсутствует какой-либо порядок при упоминании династий зодчих: братья Косяковы — «Косяковы», в то время, как архитекторы Шарлемани (отец и два сына) — «Бр. Шарлемани», фамилия братьев Квасовых (Андрея и Алексея) внесена в список в единственном числе. Николай Бенуа и его сын Леонтий Бенуа так же, как И. А. Фомин и сын И. И. Фомин, записаны отдельно, причём инициалы Бенуа стоят перед фамилиями, а Фоминых — после; фамилии архитекторов Китнеров и Шаубов — в единственном числе.

### Мозаика
В октябре 2013 года в наземном вестибюле было уложено пять мозаичных панно, на котором изображена жизнь Сенной площади в XIX веке — собор Спас-на-Сенной, представители купечества, знаменитые русские писатели и герои их произведений. Для создания панно использовано две тонны смальты.

## Безопасность
В октябре 2013 года Комитет по транспорту объявил конкурс на разработку документации по оснащению входной зоны станции «Спасская» аппаратурой радиационного контроля.

## Происхождение названия

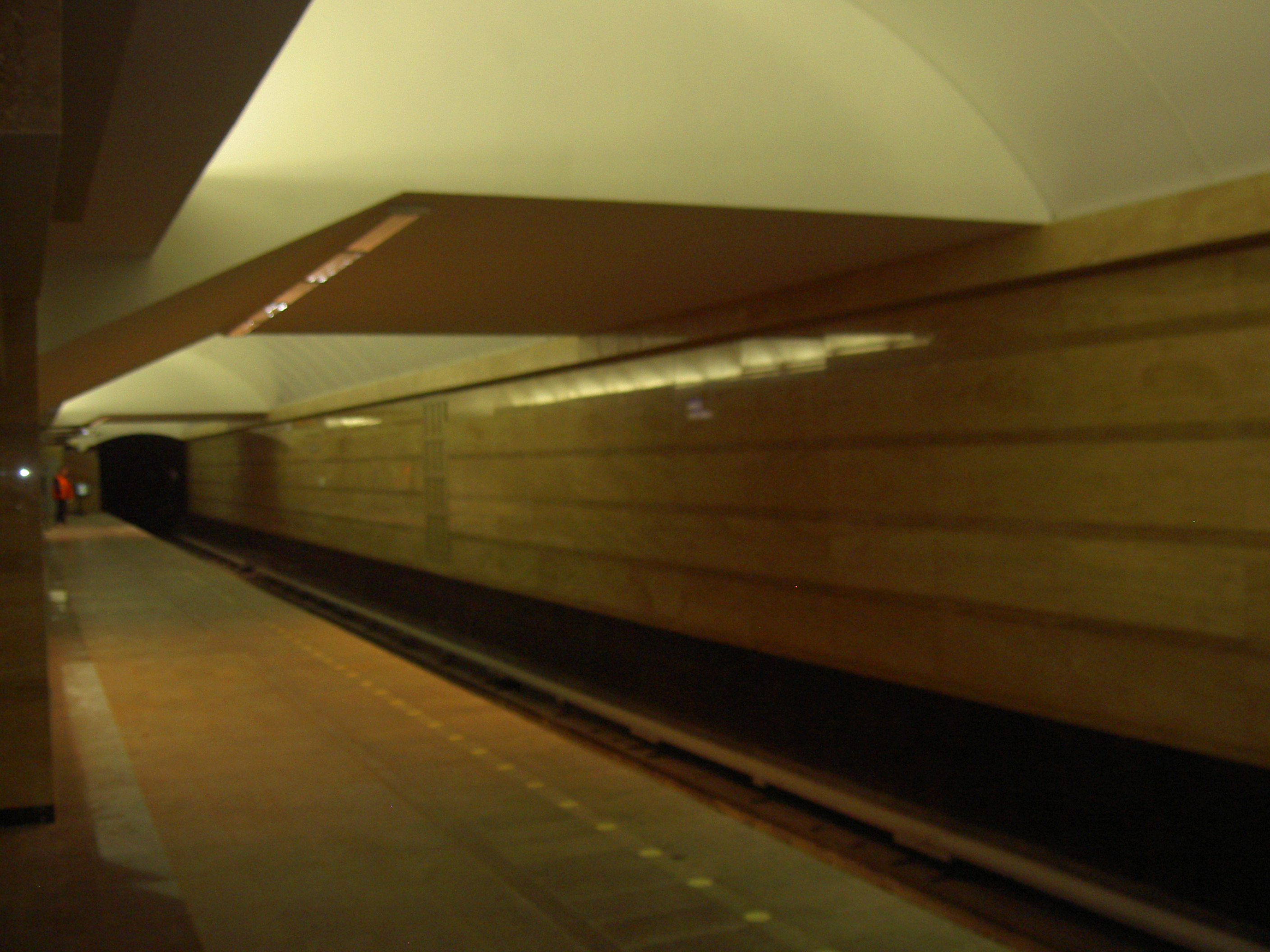
Платформа для высадки пассажиров.

Название станции связано с близостью места, где до 1961 года находился Успенский собор, известный также как «Спас-на-Сенной» (ранее предполагалось, что на станции будет панно с изображением храма Успения Пресвятой Богородицы и других утраченных церквей Петербурга, однако проект был изменён). Территориально станция находится на Спасском острове, также восстановлено название Спасского переулка.

## Пересадки
Станция является третьей составляющей пересадочного узла «Сенная площадь» — «Садовая» — «Спасская». В переходе «Сенная площадь» — «Спасская» на стене указаны все названия, которые имел за свою историю Санкт-Петербург, вместе с годами переименований: 1703 Санкт-Петербург / 1914 Петроград / 1924 Ленинград / 1991 Санкт-Петербург.
На каждой из двух пересадок установлены по четыре эскалатора ЭТХ-3/75 производства завода «Универсалмаш» — дочернего предприятия «Кировского завода». Несмотря на наличие эскалаторов, в переходах имеется большое количество подъёмов и уклонов. «Спасская» является первой станцией Петербургского метрополитена, на которой установлены подобные эскалаторы.

## Сроки ввода в эксплуатацию

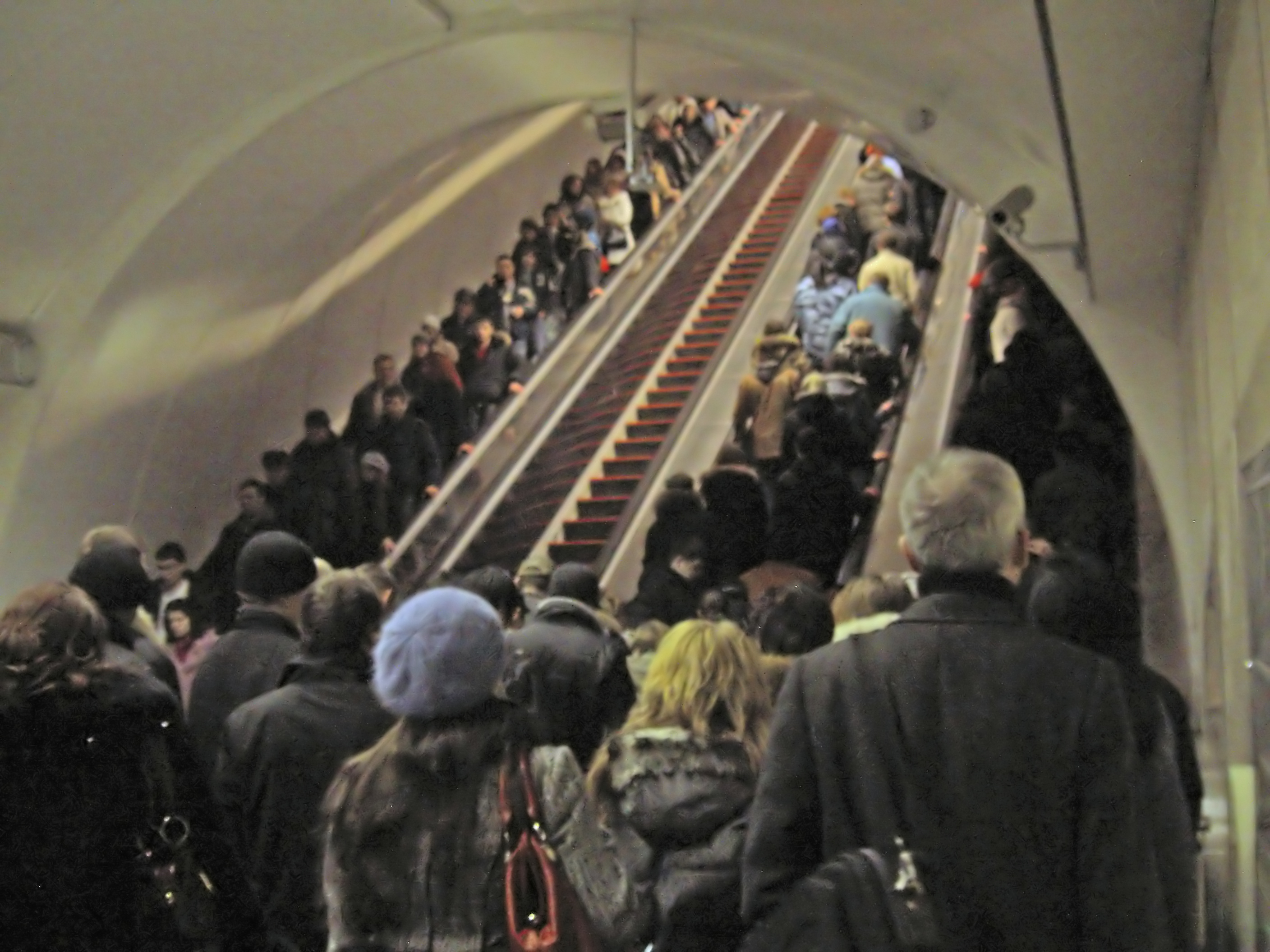
Эскалаторы, ставшие, по официальной версии, основной причиной задержки ввода станции в эксплуатацию

Открытие станции состоялось 7 марта 2009 года вместе с вводом в эксплуатацию участка Фрунзенско-Приморской линии «Садовая» — «Звенигородская», который соединил работавшие до этого отдельно части линии от «Комендантского проспекта» до «Садовой» и от «Звенигородской» до «Волковской». Задержка ввода станции в эксплуатацию по сравнению с изначально заявленной датой составила более трёх месяцев.
Первоначально станцию планировалось открыть 1 декабря 2008 года, в июле 2008 года была назначена дата 18 декабря, в ноябре 2008 года она была перенесена на 24 декабря, впоследствии — на 20 декабря 2008 года. 18 декабря 2008 года поступила информация о том, что «Спасскую» сдать к назначенному времени не успеют, 20 декабря 2008 года была объявлена следующая дата открытия — 1 февраля 2009 года. По сообщению от 26 января 2009 года станция могла открыться в начале февраля, 3 февраля поступила информация о сроках ввода 14 февраля, однако через несколько дней эти данные были опровергнуты — 10 февраля сроки ввода станции в эксплуатацию были обозначены как неопределённые, 11 февраля было озвучено, что открытие состоится не раньше конца февраля 2009 года. 20 февраля была озвучена новая дата открытия — 28 февраля. В результате станция была открыта лишь 7 марта 2009 года, при этом последний перенос сроков ввода был вызван болезнью чиновника, который должен дать «добро» на торжественное разрезание ленточки. Несмотря на это, станция была открыта в 5:45 без каких-либо праздничных мероприятий. По словам главы Петербургского метрополитена Владимира Гарюгина, основной причиной задержки ввода станции в эксплуатацию явились комплексные испытания новых эскалаторов.

### Ремонт пересадочного узла в 2010—2011 годах
2 апреля 2010 года на одном из подъёмов в связи с неисправностью эскалатора был закрыт переход с «Садовой» на «Спасскую». В середине мая на осмотр и ремонт были закрыты два эскалатора на переходе со станции «Спасская» на станцию «Сенная площадь». На ремонтируемых эскалаторах появилось объявление о том, что работы ведёт «Универсалмаш» под руководством Н. Н. Большакова и продлятся они до 22 июня. Однако после 22 июня ремонт не был завершён, и объявление пропало. В одном из интервью Николай Большаков заявил, что ремонт завершится не раньше августа. В конце августа стали сообщать о завершении работ в декабре. В ноябре появилось сообщение о возможности открытия только в январе 2011 года. В январе же было заявлено о переносе открытия переходов на конец февраля. В полноценном режиме пересадочный узел открылся 12 февраля 2011 года.

## Путевое развитие
За станцией с запада находился пятистрелочный оборотный тупик, 1-ый (главный) и 3-ий (тупиковый) пути были соединены перекрёстным съездом. При продлении линии до «Горного института» тупик переоборудован в трёхстрелочный, а съезд урезан до противошёрстного.
До 2024 года — преобразования из пути для отстоя в участок «Спасская» — «Горный институт», по 2-му главному пути можно было увидеть т. н. «горячий резерв» — состав, готовый выйти на линию в любой момент в случае неисправности и/или какого-либо сбоя на линии, поскольку у неё отсутствует своё электродепо. Его появление планируется в 2029 году. Оно расположится за станцией «Кудрово».

## Наземный транспорт

### Автобусные маршруты
| №     | Конечный пункт 1           | Пересадки | Конечный пункт 2                      |
| ----- | -------------------------- | --- | ------------------------------------- |
| 49    | Двинская улица             | Сенная Площадь Садовая Невский проспект Гостиный двор                                                                             | - Площадь Ленина - Финляндский вокзал |
| 50    | Малая Балканская улица     | Купчино Звёздная Московская Парк Победы Электросила Московские ворота Фрунзенская Технологический институт Сенная Площадь Садовая | Театральная площадь                   |
| 70 71 | Путиловская набережная     | - Технологический институт Сенная Площадь Садовая - Балтийская - Балтийский вокзал                                                | Путиловская набережная                |
| 181   | улица Маршала Тухачевского | Площадь Восстания Маяковская Московский вокзал Невский проспект Гостиный двор Сенная Площадь Садовая                              | площадь Репина                        |
| 262   | Наличная улица             | Приморская Горный институт Сенная площадь Садовая Технологический институт Пушкинская Витебский вокзал Звенигородская             | Звенигородская улица                  |

### Трамвайные маршруты
| №  | Конечный пункт 1                      | Пересадки                                             | Конечный пункт 2                |
| -- | ------------------------------------- | ----------------------------------------------------- | ------------------------------- |
| 3  | - Площадь Ленина - Финляндский вокзал | Невский проспект Гостиный двор Сенная Площадь Садовая | площадь Репина                  |
| 41 | завод «Северная верфь»                | Кировский завод                                       | Сенная площадь Спасская Садовая |

### Троллейбусные маршруты
| №  | Конечный пункт 1        | Пересадки | Конечный пункт 2 |
| -- | ----------------------- | --- | ---------------- |
| 12 | Улица Кораблестроителей | Чернышевская Владимирская Достоевская Пушкинская Звенигородская Витебский вокзал Сенная площадь Садовая Василеостровская Приморская                                                | Тульская улица   |
| 17 | Казанский собор         | Невский проспект Гостиный двор Адмиралтейская Сенная Площадь Садовая Пушкинская Звенигородская Витебский вокзал Технологический институт Фрунзенская Московские ворота Электросила | улица Костюшко   |

## Фотографии

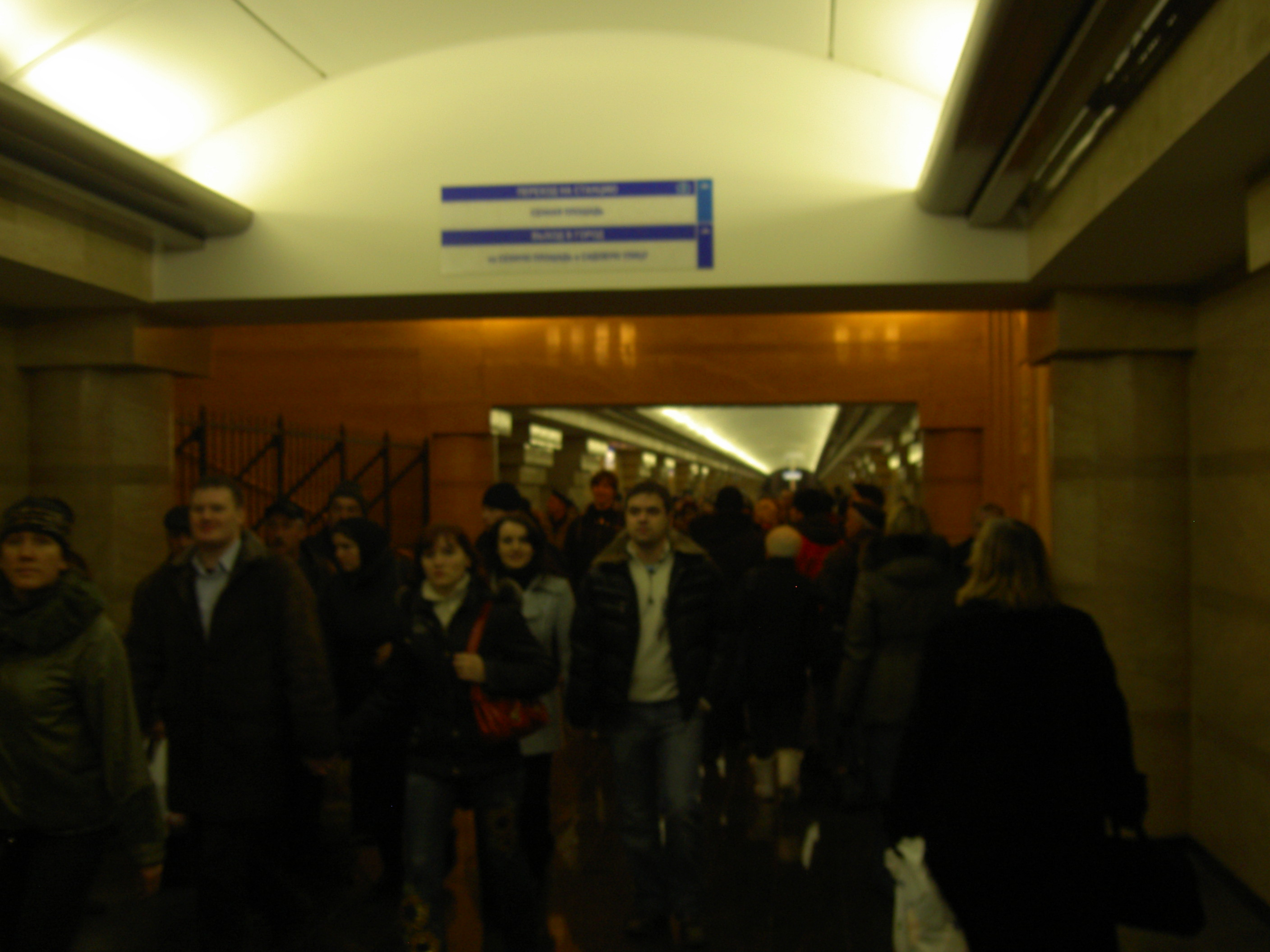
Центральный зал станции. Вид от перехода на станцию «Садовая»
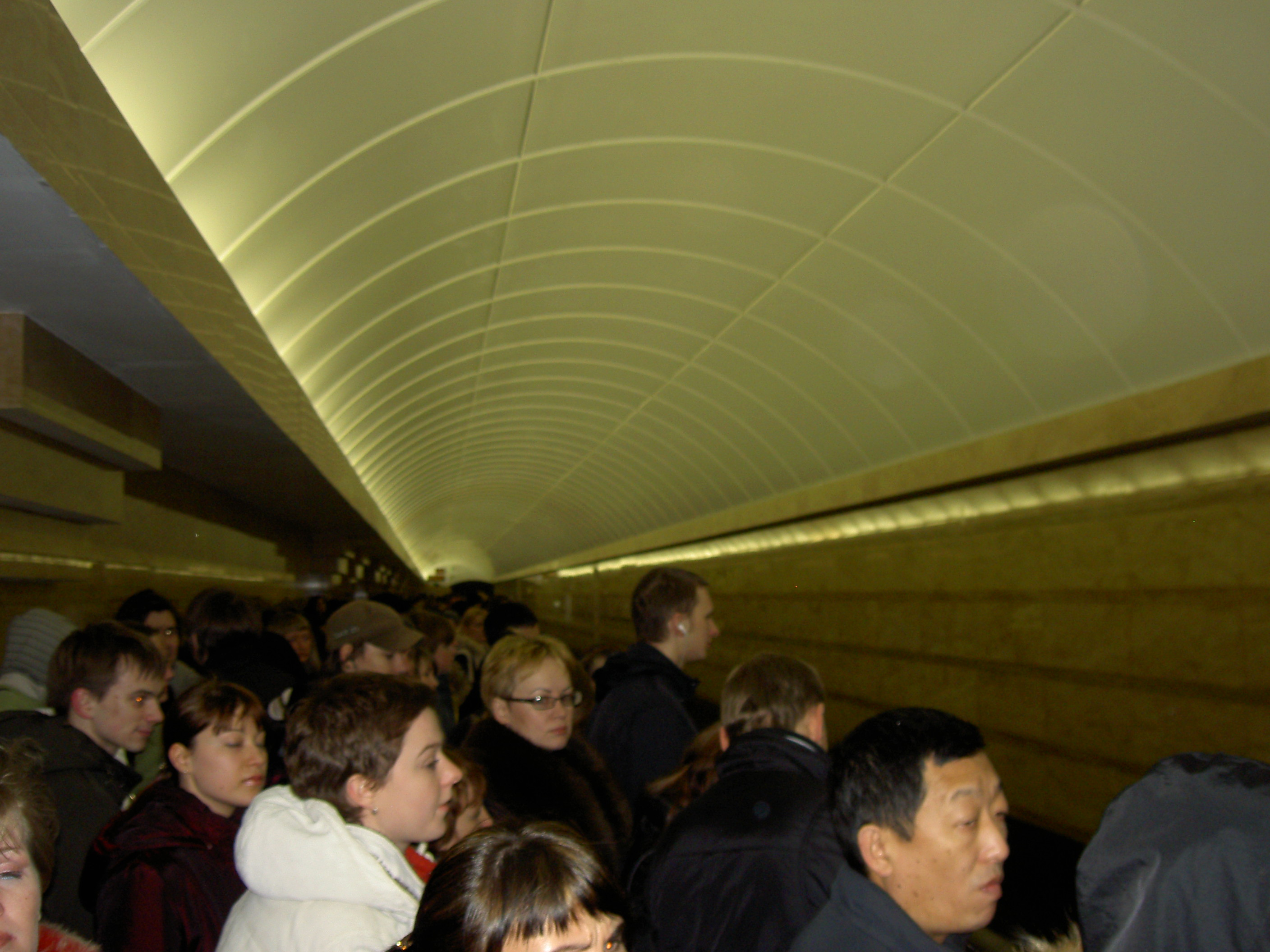
Узкая платформа полностью заполнена пассажирами, ожидающими прибытия поезда.
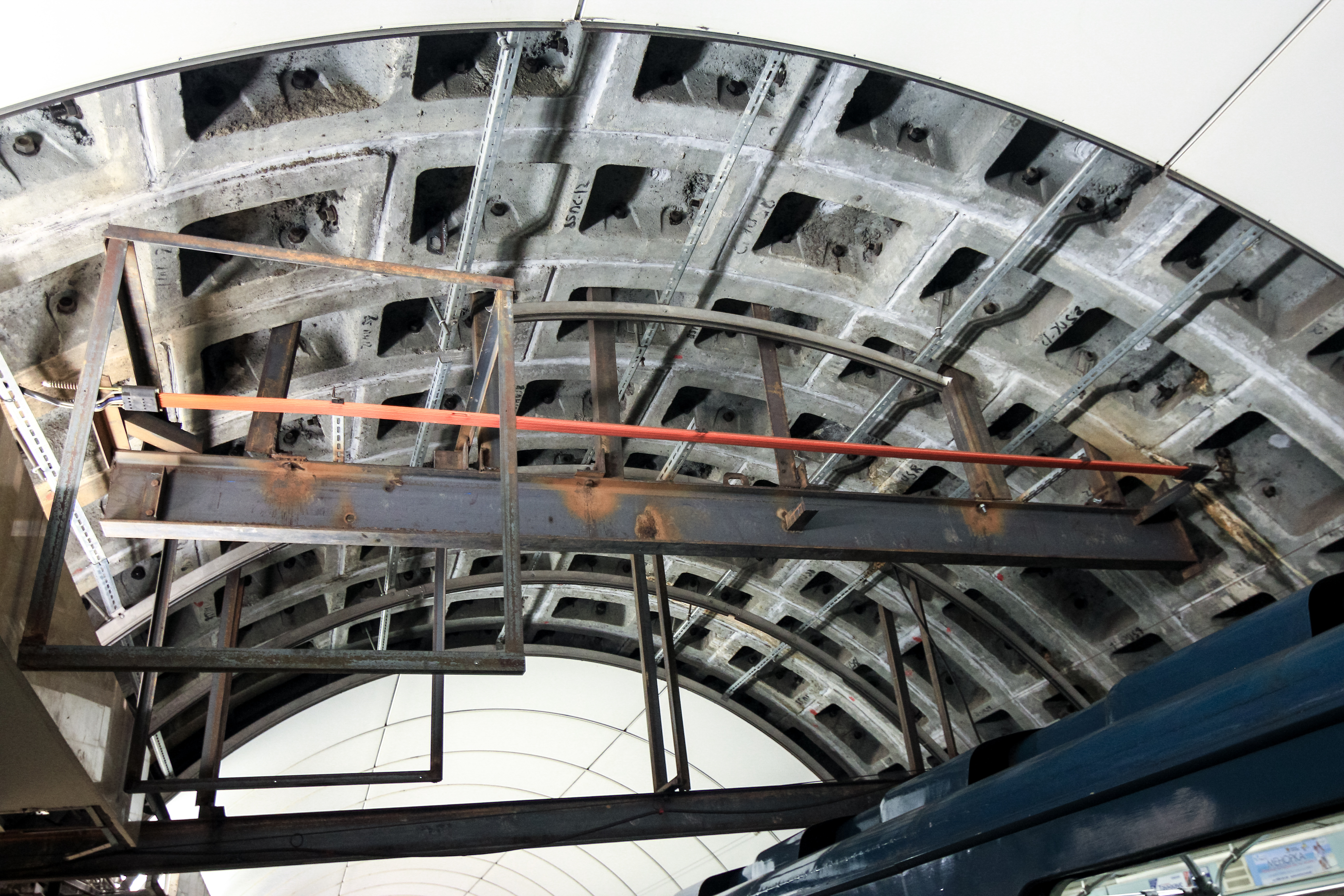
Направляющая тали, используемой для перемещения грузов во время строительства наклонного хода, 4 июля 2013 года
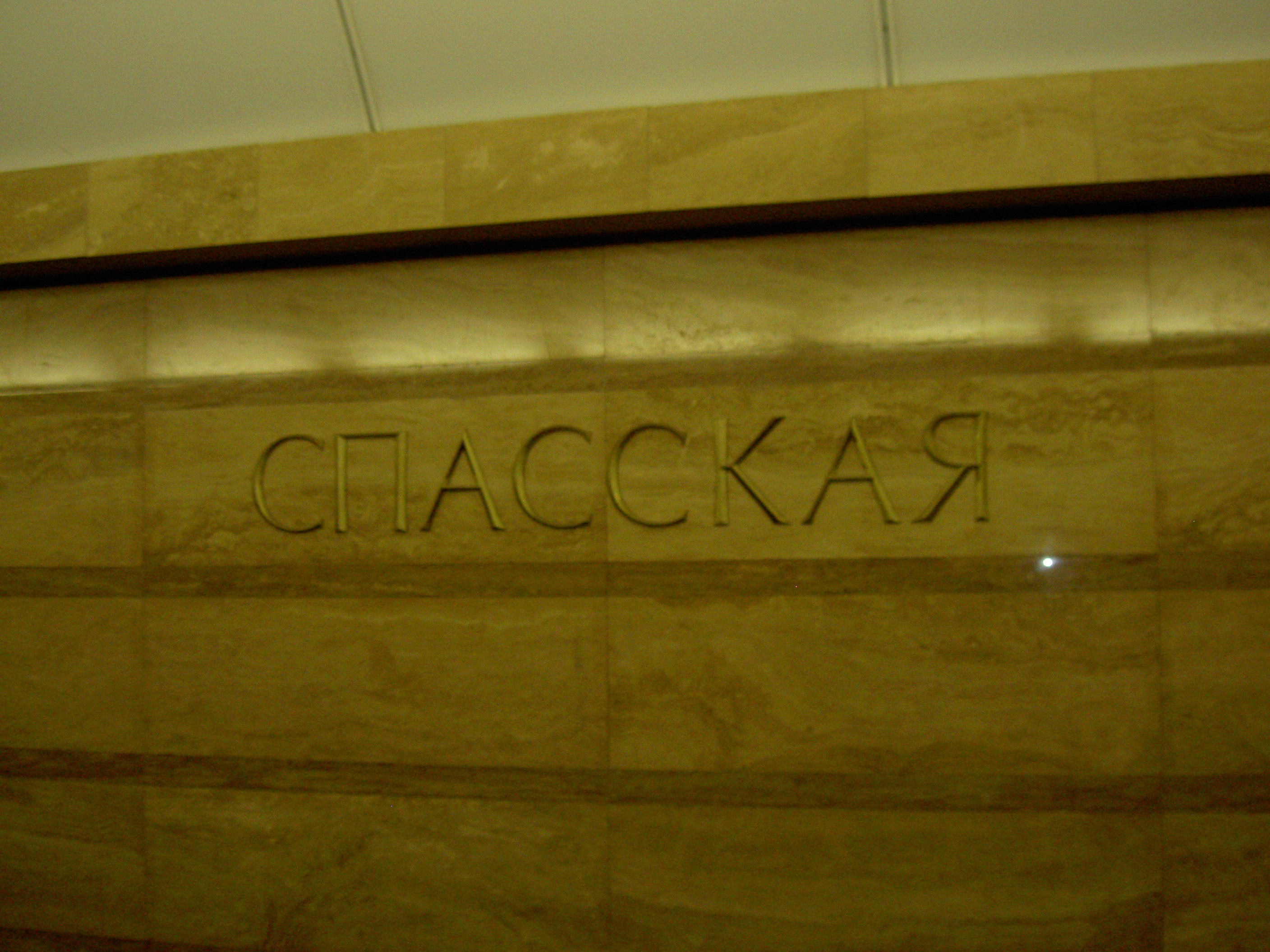
Название станции на стене. Буквы почти не выделяются на фоне стены, имеющей тот же цвет[11].
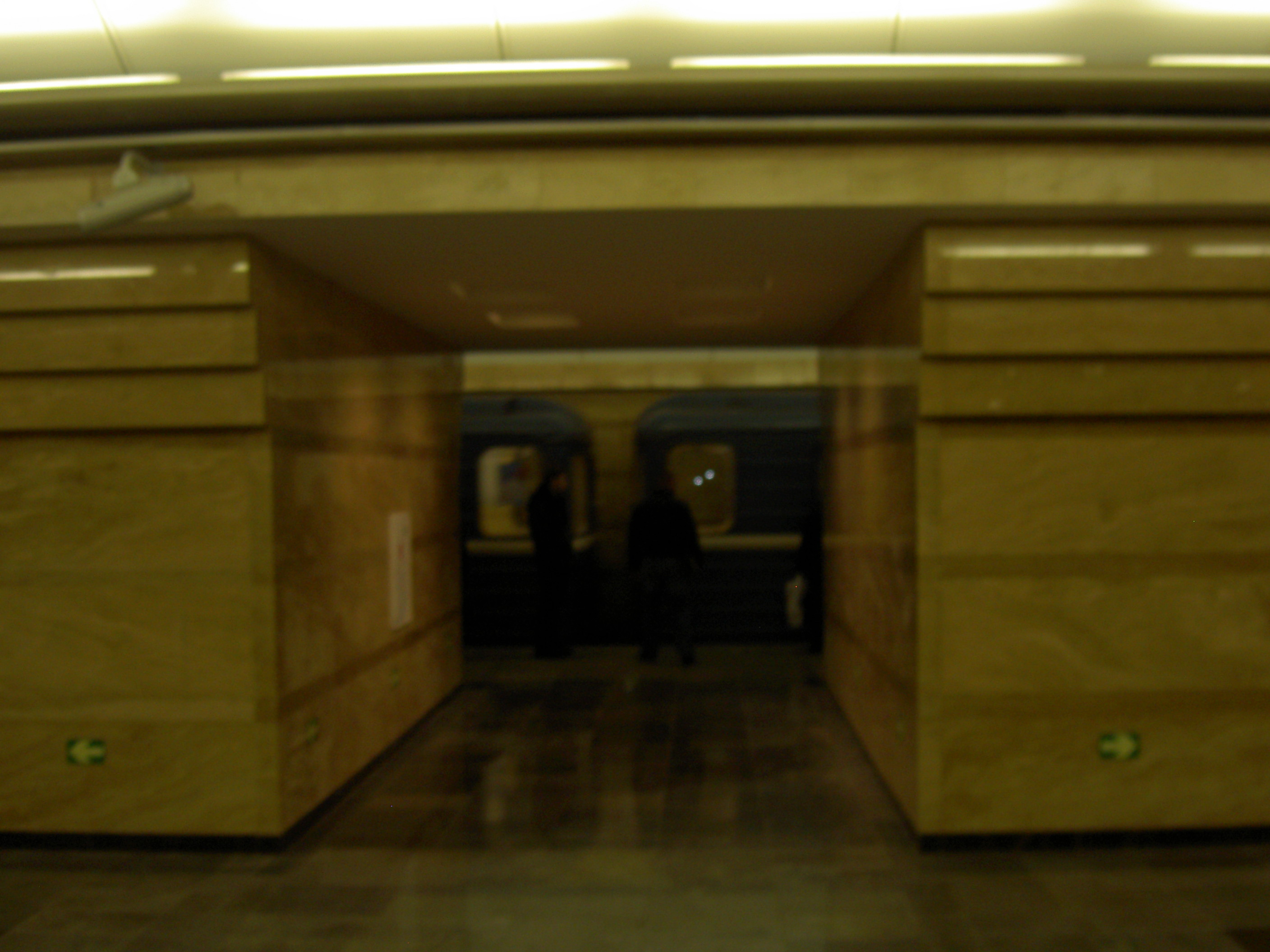
«Середина» станции. Левая зелёная стрелка, предназначенная указывать направление на выход в случае отключения основного освещения, указывает на переход к «Сенной площади», правая — к «Садовой»
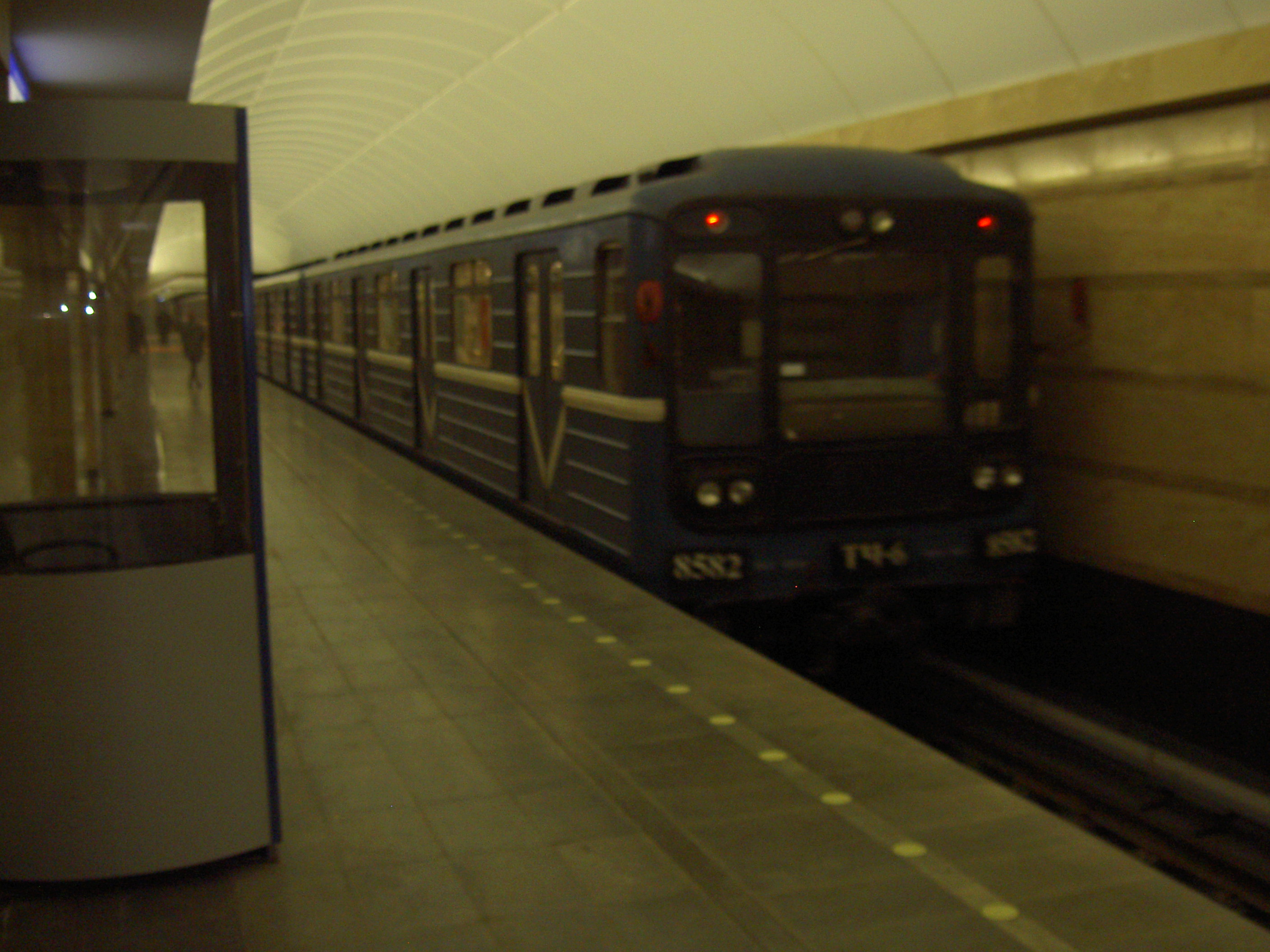
Пустой поезд, отправляющийся под оборот
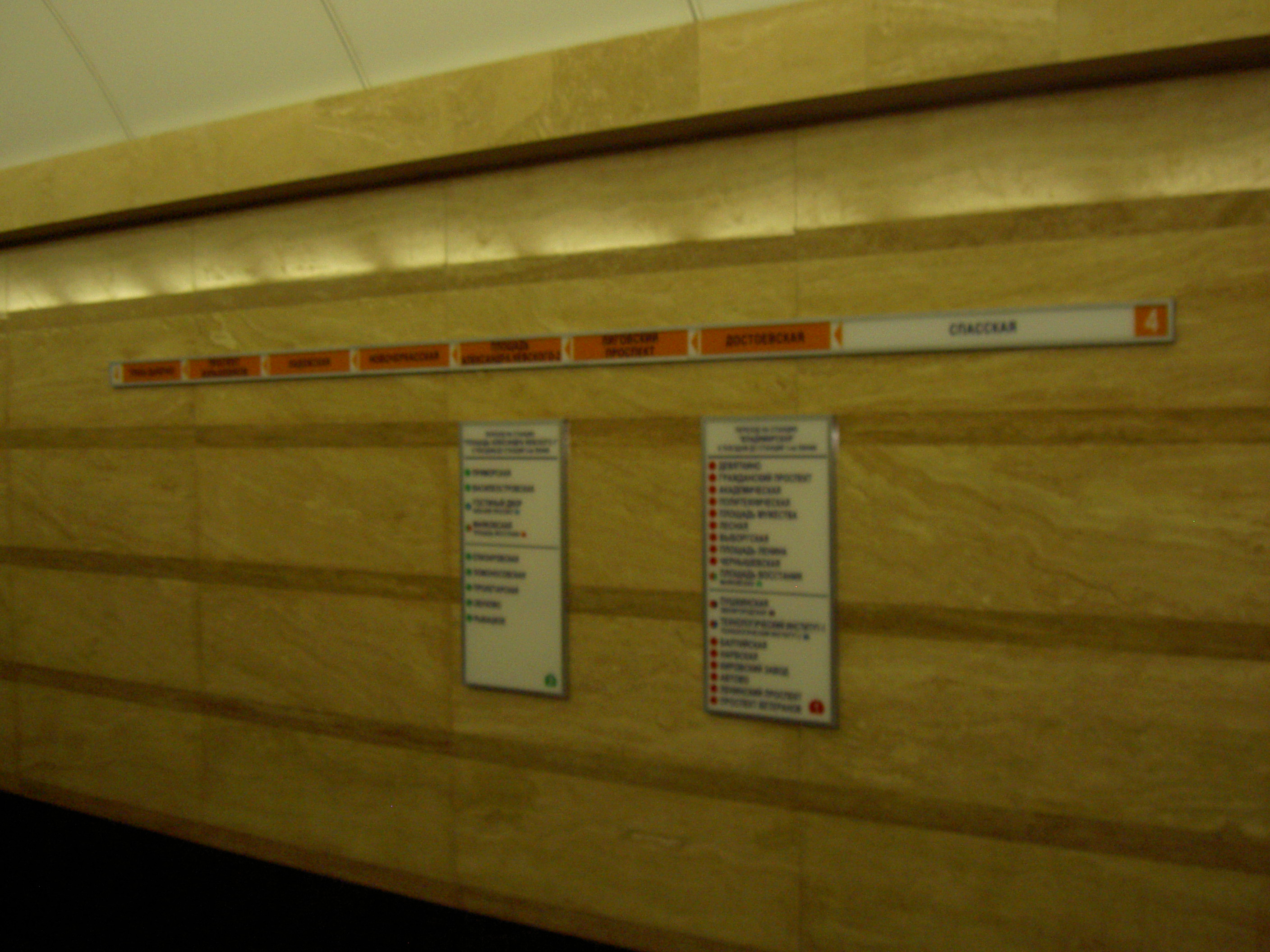
Маршрутный указатель Правобережной линии
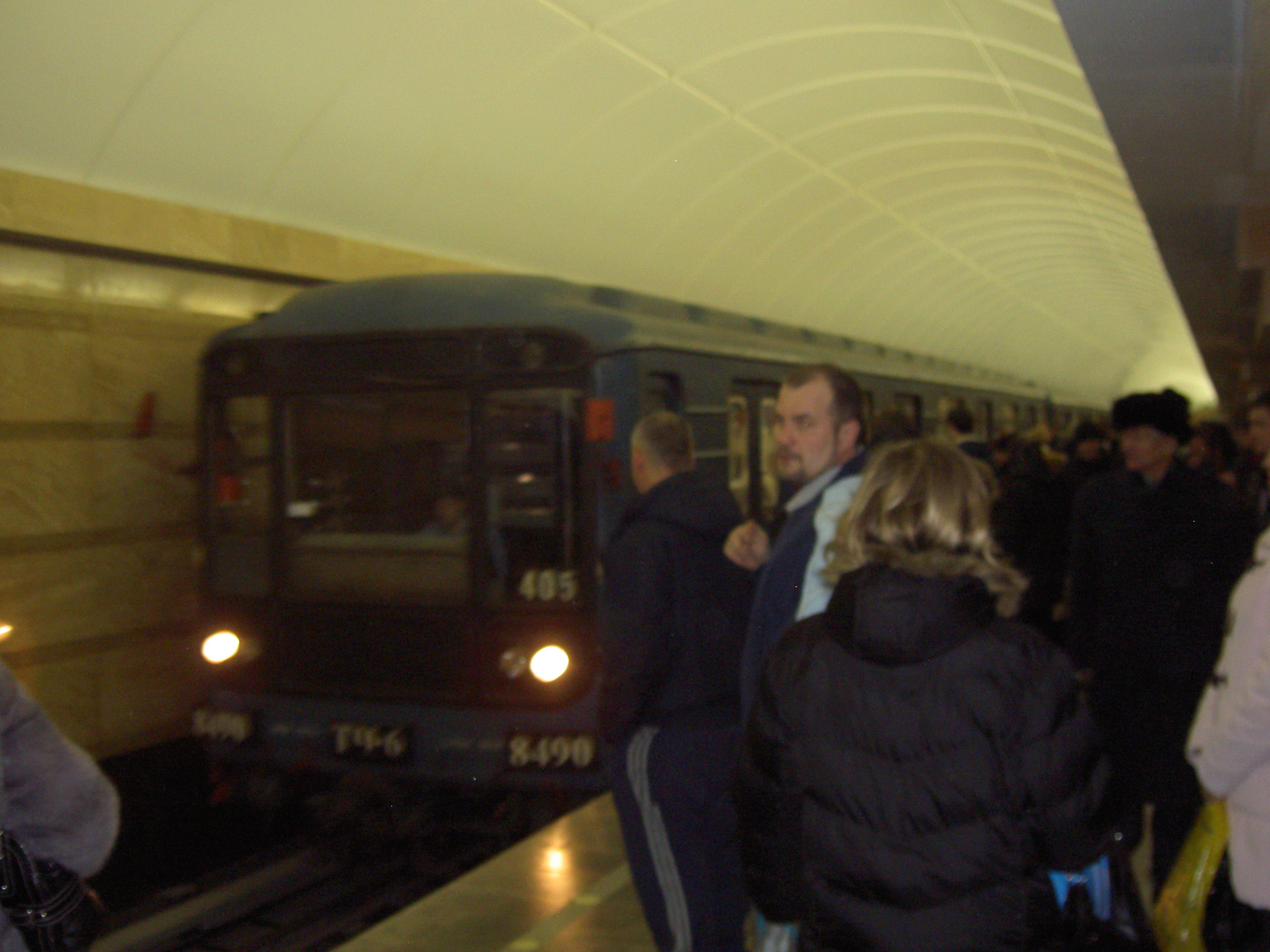
Прибывающий под посадку поезд
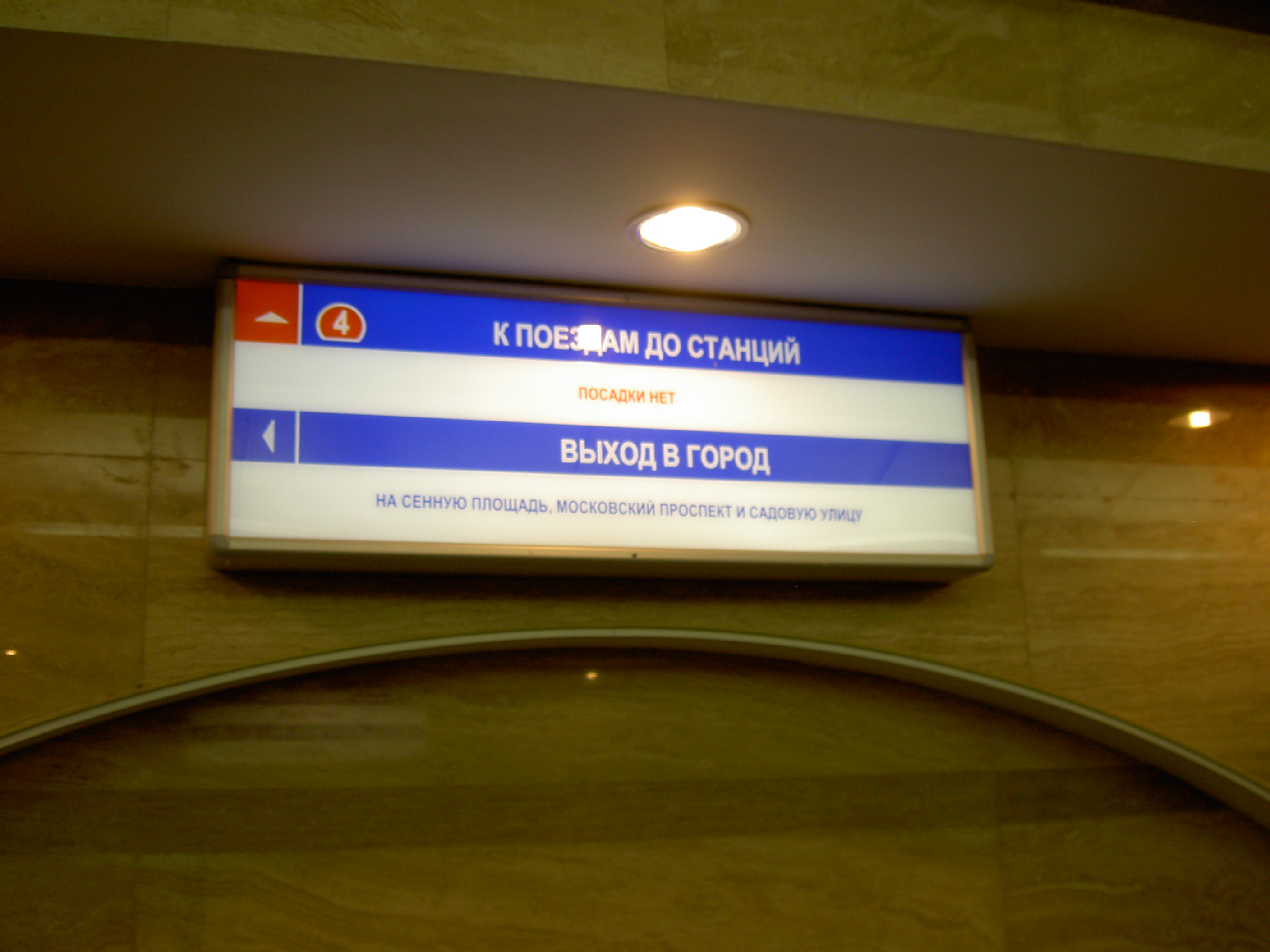
Информационный указатель, указывающий направление к выходу на поверхность через станцию «Садовая»
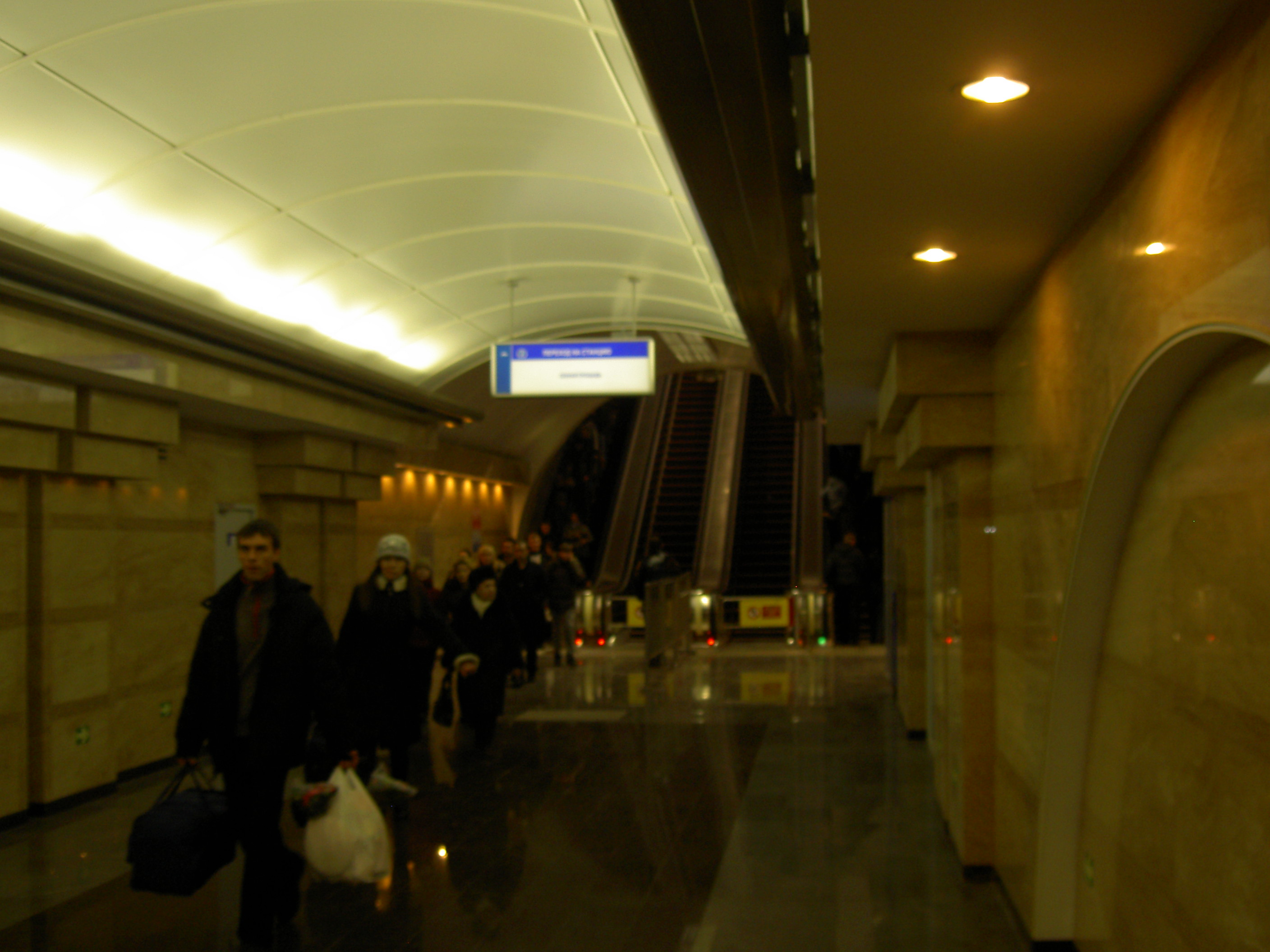
Эскалаторы в переходе «Сенная площадь» — «Спасская»
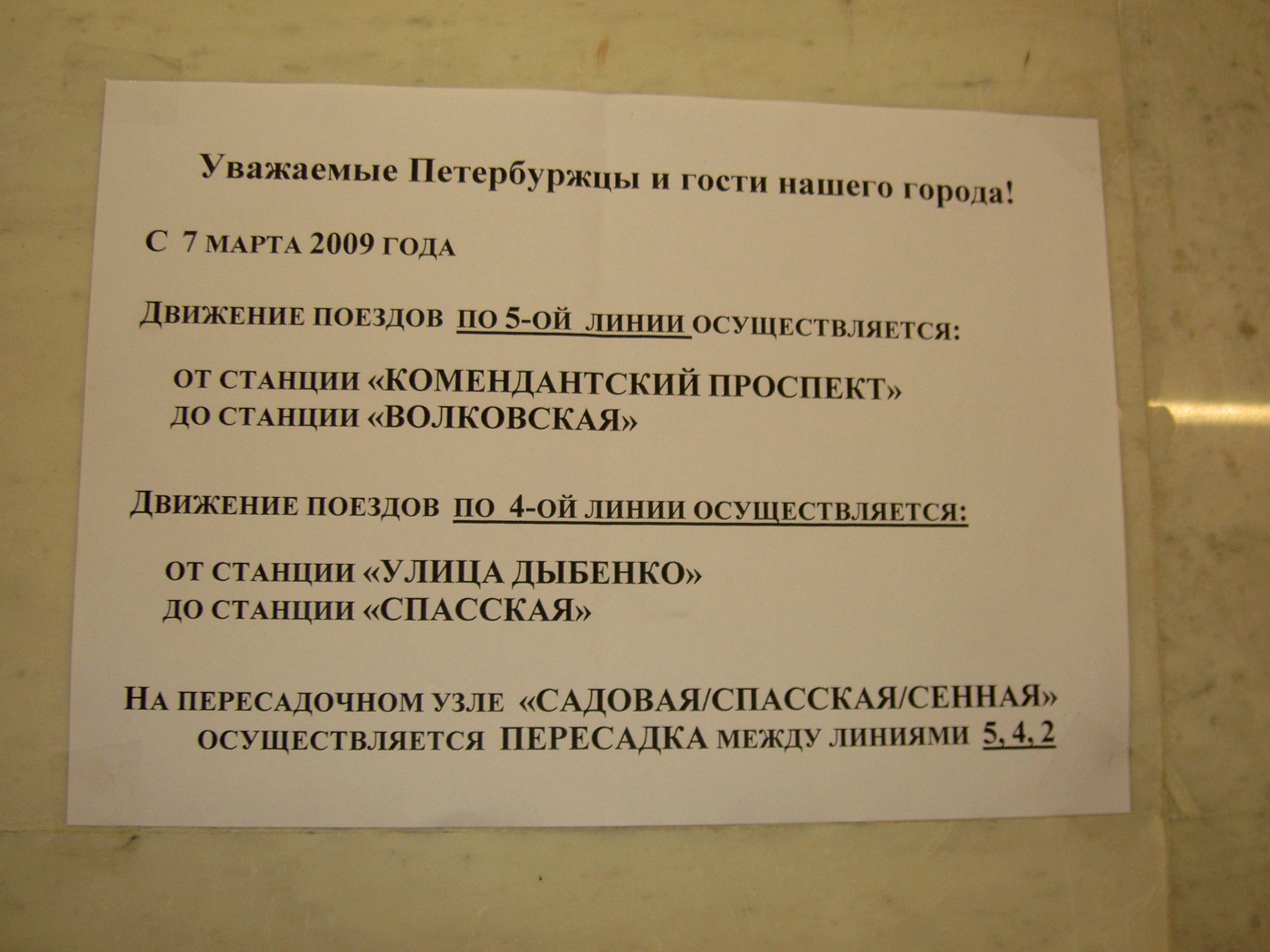
Объявление в переходе между станциями «Пушкинская» и «Звенигородская» об изменении схемы движения с 7 марта 2009 года.
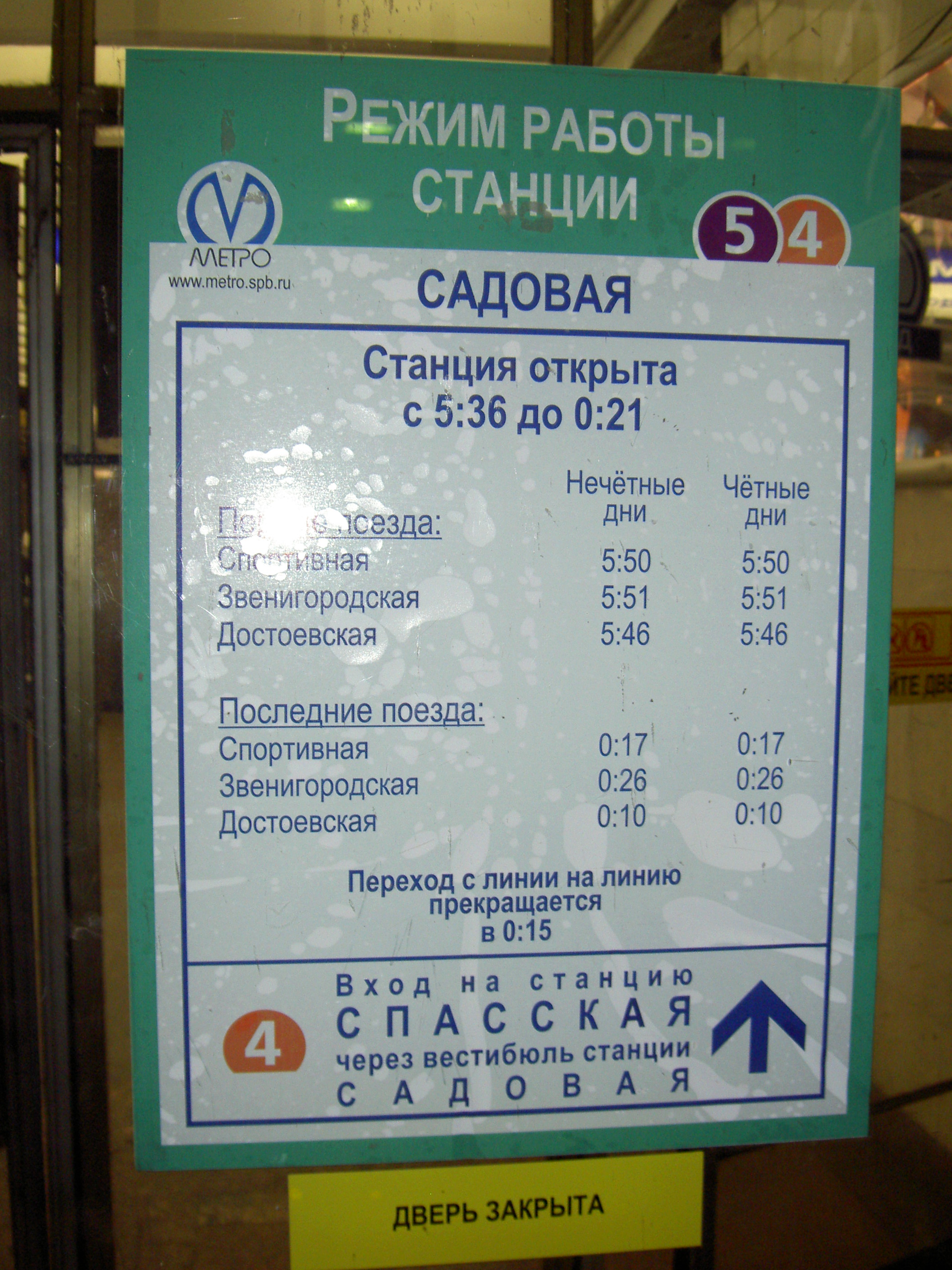
Плакат при входе на станцию «Садовая» сообщает о том, что вход на станцию «Спасская» осуществляется через вестибюль «Садовой»
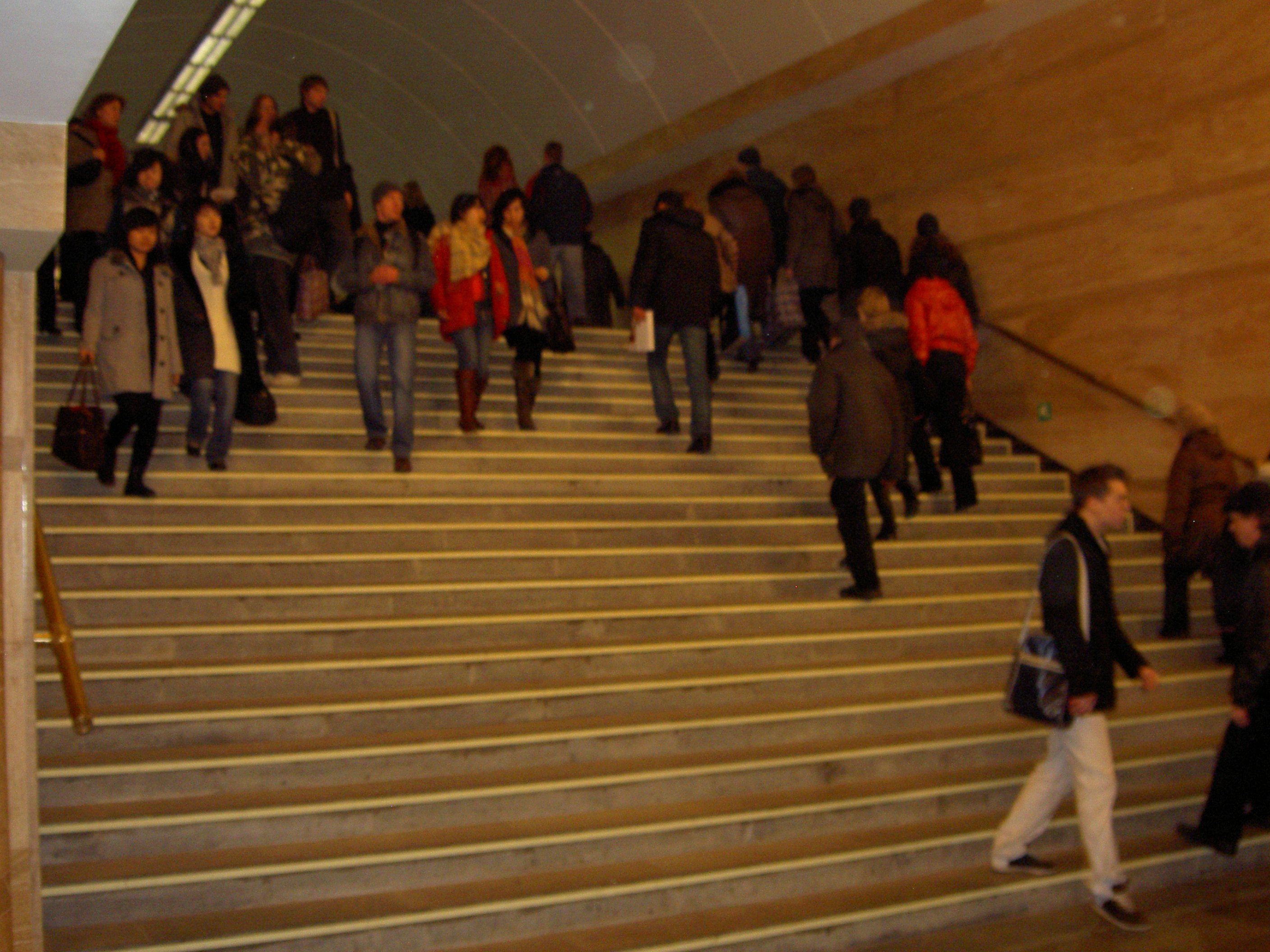
Спуск на «Спасскую» из перехода со станции «Садовая»
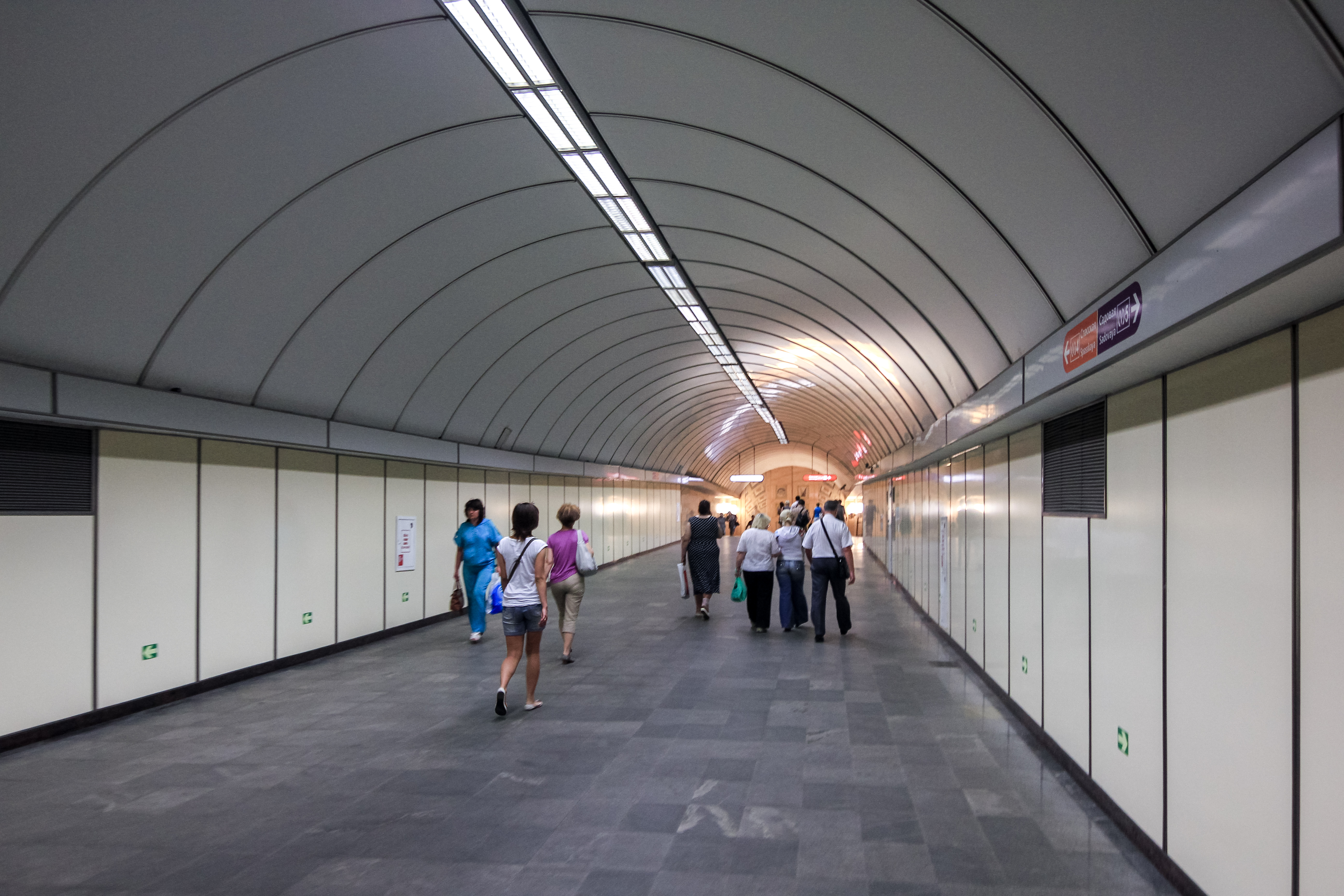
Переход «Садовая» — «Спасская»
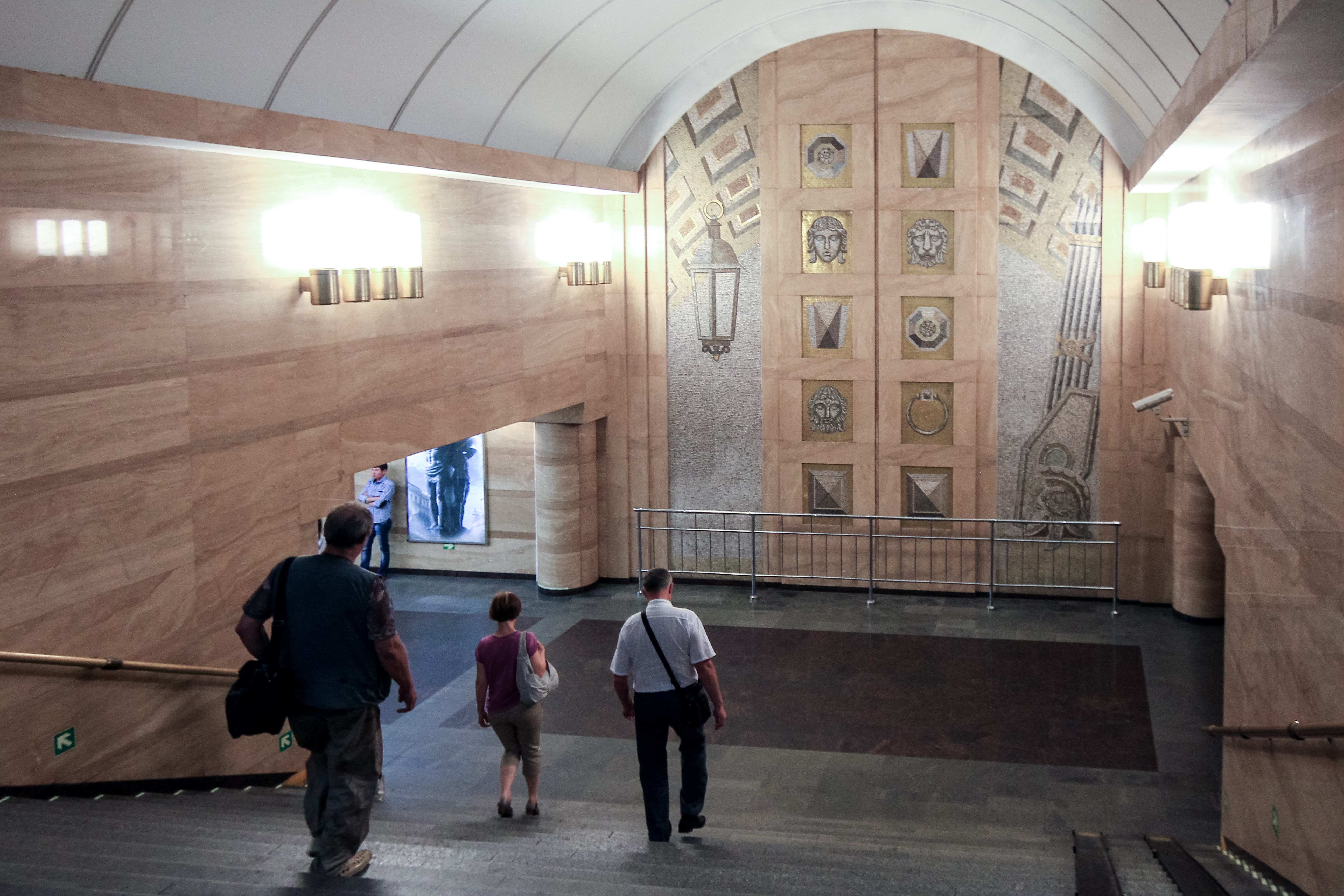
Спуск на «Спасскую» из перехода со станции «Садовая»
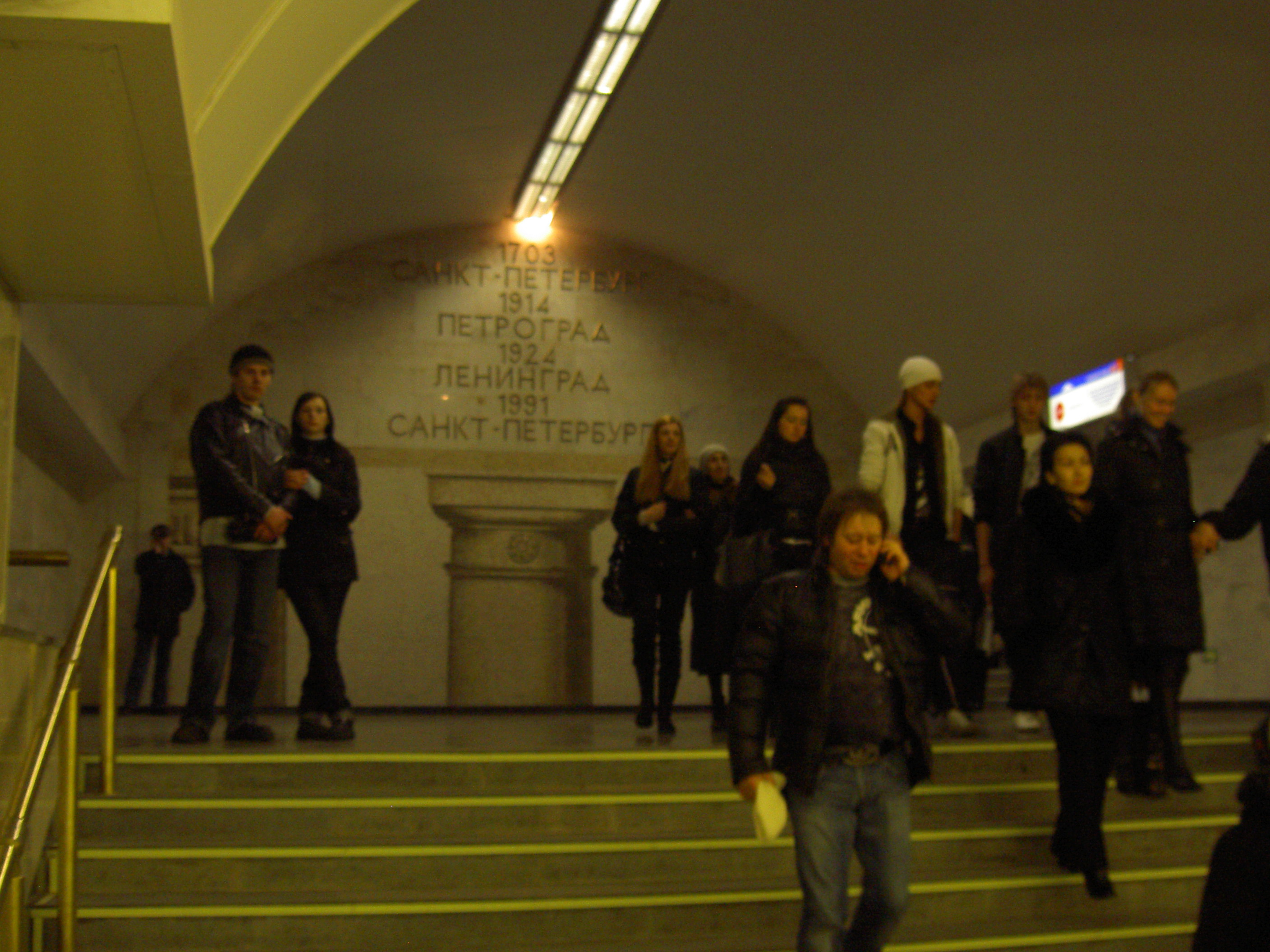
Подъём в переход «Сенная площадь» — «Спасская» с «Сенной площади»
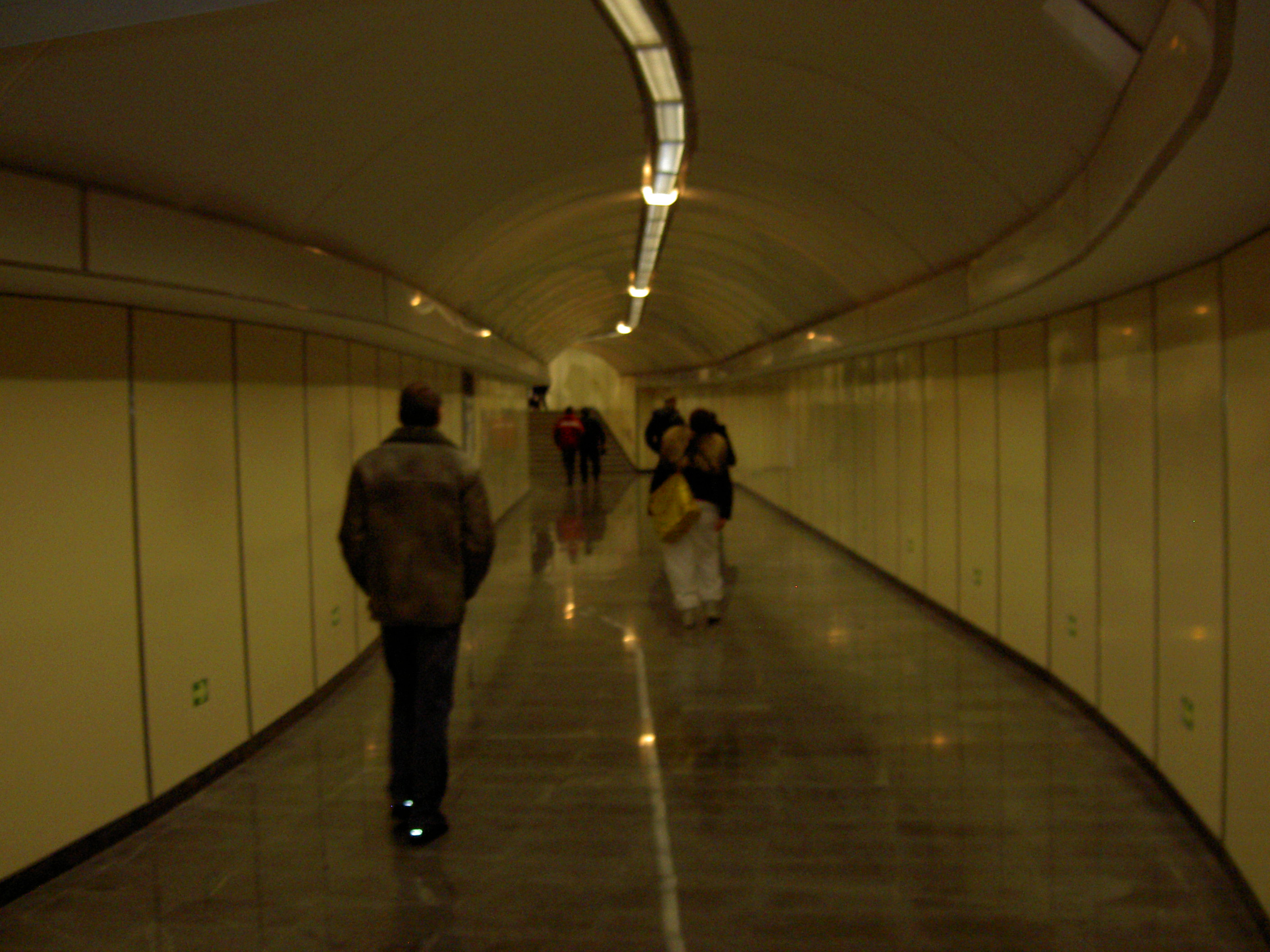
Переход «Сенная площадь» — «Спасская»